# Supercupen damer 2008
La Supercoppa di Svezia 2008 di calcio femminile, ufficialmente Supercupen damer 2008 è stata la 2ª edizione della competizione. Venne disputata il 24 marzo 2008 allo stadio Gammliavallen di Umeå tra le campionesse di Svezia e detentrici della Coppa di Svezia dell'Umeå IK e il Djurgården, classificatosi secondo in campionato. L'Umeå IK vinse la partita per 3-0.

## Partecipanti
| Squadre    | Qualificazione                                                       | Partecipazioni precedenti (il grassetto indica la vittoria) |
| ---------- | -------------------------------------------------------------------- | ----------------------------------------------------------- |
| Umeå IK    | Vincitore della Damallsvenskan 2007 e della Svenska Cupen damer 2007 | 1 (2007)                                                    |
| Djurgården | Secondo classificato in Damallsvenskan 2007                          | Nessuna                                                     |

## Tabellino
| Arbitro: | Alwerdahl (Mellerud) |

|                                     |           |  |
| Marta 4’ Edlund 28’ Yamaguchi 90+1’ | Marcatori |  |